# 2 Fast
2 Fast è stato un programma televisivo sportivo italiano di Italia 2, andato in onda dal 2012 al 2016.
Nel programma, commentato da Alberto Porta e Alvaro Dal Farra, venivano trasmessi eventi targati Red Bull, che includevano motociclismo acrobatico (X Fighters), pattinaggio di velocità outdoor (Crashed Ice) e i tuffi di cliff diving.